# Wasserburg Dellmensingen
Die Wasserburg Dellmensingen, auch Untere Burg genannt, ist eine abgegangene Wasserburg im Stadtteil Dellmensingen der Stadt Erbach im Alb-Donau-Kreis in Baden-Württemberg.
Die Wasserburg wurde im 15. Jahrhundert erwähnt und 1607 ein Neubau genannt. Im Dreißigjährigen Krieg wurde die Burg zerstört und 1802 abgebrochen. Als ehemalige Besitzer werden die Herren von Stotzingen genannt.
Von der nicht mehr genau lokalisierbaren Burganlage, einem ehemaligen viereckigen dreigeschossigen Gebäude mit zwei Erkern, ist nichts mehr erhalten.